# Gennaios Kolokotronis

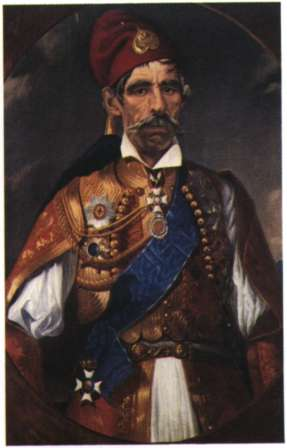
Gennaios Kolokotronis.

Gennaios Kolokotronis (oorspronkelijk Ioannis Kolokotronis) (Grieks: Γενναίος Κολοκοτρώνης) (Stemnitsa, 1805 - Athene, 23 mei 1868) was een Grieks strijder in de Griekse Onafhankelijkheidsoorlog, generaal en eerste minister.

## Levensloop
Hij was de zoon van Theodoros Kolokotronis en Aikaterini Karousou en groeide op op het eiland Zakynthos. 
Tijdens de Griekse Onafhankelijkheidsoorlog kreeg Kolokotronis de bijnaam Gennaios (betekent de dappere), omdat hij moedig meestreed ondanks zijn tamelijk jonge leeftijd. Samen met zijn vader nam hij deel aan het Beleg van Tripolitsa.
Na de Griekse onafhankelijkheid diende hij als adjudant van koning Otto met de rang van generaal-majoor. Van 7 juni tot 23 oktober 1862 was hij premier van Griekenland. Hij was de laatste premier onder koning Otto, aangezien die later dat jaar afgezet werd.
Hij was gehuwd met Fotini Tzavela, een zus van Kitsos Tzavelas, en samen hadden ze 7 kinderen: 5 zonen en 2 dochters.
- Gemeinsame Normdatei: 102008620
- International Standard Name Identifier: 0000 0000 5012 0597
- Library of Congress Control Number: nr95012626
- Nederlandse Thesaurus van Auteursnamen: 18533878X
- Réseau des bibliothèques de Suisse occidentale: 02-A013845657
- Système universitaire de documentation: 136798500
- Virtual International Authority File: 74232300
- WorldCat: E39PBJkMHGpkkKtXhMF73jgdwC